# Sitta carolinensis
Il picchio muratore pettobianco (Sitta carolinensis Latham, 1790) è un uccello appartenente alla famiglia Sittidae.

## Descrizione

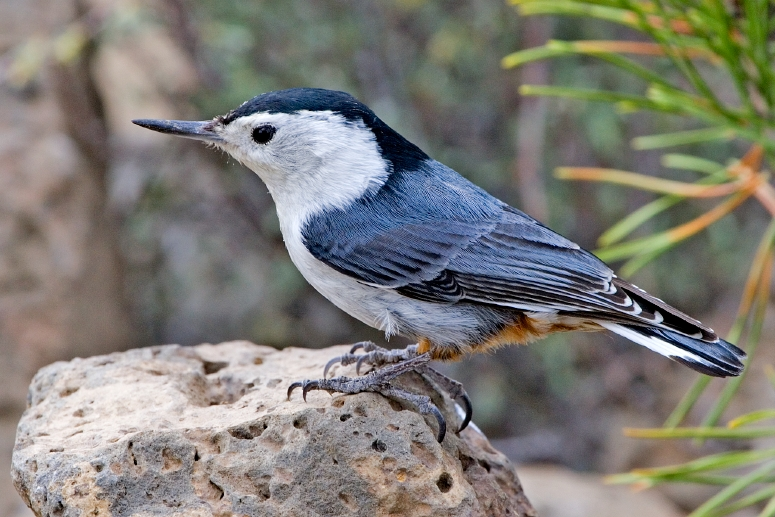

L'uccello adulto è lungo 155 millimetri. La cima del capo dell'adulto è di colore nero, mentre le guance e la fronte sono bianche. Il resto del manto superiore è blu-grigio opalescente.

## Distribuzione e habitat
Il picchio muratore pettobianco è tipico delle foreste decidue e miste del Nord America. È solito costruire il nido nelle cavità degli alberi scavati dagli altri picchi americani.